# معدن میر
معدن میر (روسی: кимберлитовая алмазная трубка «Мир»؛ انگلیسی: مجرای الماس کیمبرلیت «صلح») که به آن معدن میرنی نیز گفته می‌شود ، یک معدن الماس روباز است که در میرنی، جمهوری ایاکا در منطقه سیبری در شرق روسیه واقع شده است. این معدن بیش از ۵۲۵ متر (۱۷۲۲ فوت) عمق (چهارمین معدن دنیا از لحاظ عمق) و قطری بیش از ۱۲۰۰ متر (۳ هزار و ۹۰۰ فوت) دارد و همچنین یکی از بزرگ‌ترین گودال‌های حفر شده در جهان است. 
استخراج از این معدن به‌صورت روباز در سال ۱۹۵۷ آغاز شد و در سال ۲۰۰۱ متوقف شد. این معدن از سال ۲۰۰۹، به‌عنوان یک معدن الماس زیرزمینی راه اندازی شده است. 